# Revolver (gitara)
Revolver – gitara elektryczna marki Silvertone produkowana w Chinach i Indonezji. Stanowi kopię i wariację na temat gitary Stratocaster marki Fender. Szczególnie udane i cenione są modele indonezyjskie, sprzedawane jako osobne gitary do 2005 roku. Stanowią najdokładniejsze odwzorowanie amerykańskiego Stratocastera spośród wszystkich modeli Silvertone. Obecnie sprzedaje się głównie zestawy gitara ze wzmacniaczem produkowane w Chinach. Ich jakość w odróżnieniu od modeli Indonezyjskich kwalifikuje je do najniższego segemntu rynkowego.